# 林静儀
林 静儀（りん せいぎ、リン ジンイー、1974年〈民国63年〉2月12日 - ）は、中華民国（台湾）の産婦人科医、政治家、外交官。民主進歩党所属の元立法委員。

## 経歴
2007年、女性団体から行政院女性権利委員会への参加を推薦された。
2014年、民進党女性部長に就任した。
2016年の第9回立法委員選挙では全国不分区及び僑居国外国民から出馬し、当選した。
2021年、台中市第二選挙区の陳柏惟が立法委員を罷免されたことに伴い、翌年1月9日に行われた補欠選挙で当選した。
2024年の第11回立法委員選挙では、国民党候補に敗れ、落選した。

## 立法委員

### 同婚問題
林静儀は結婚の平等を支持し、同性愛者の法的保護の問題について取り組んできた。2016年11月には法務部長に同性婚を認める法改正を要請した。
2019年5月17日、民進党が立法院に提出した同性婚法案に賛成票を投じ、賛成多数で可決された。

## 選挙記録
| 年度 | 選挙                   | 選挙区                     | 所属政党   | 得票数    | 得票率 | 当選 | 注釈  |
| ---- | ---------------------- | -------------------------- | ---------- | --------- | ------ | ---- | ----- |
| 2016 | 第9回立法委員選挙      | 全国不分区及び僑居国外国民 | 民主進歩党 | 5,370,953 | 44.06% |      | [ 6 ] |
| 2022 | 第10回立法委員補欠選挙 | 台中市第二選挙区           | 民主進歩党 | 88,752    | 51.83% |      |       |
| 2024 | 第11回立法委員選挙     | 台中市第二選挙区           | 民主進歩党 | 96,151    | 42.99% |      |       |